# L'Arrivée d'Ulysse à la cour du roi Lycomède
L'Arrivée d'Ulysse à la cour du roi Lycomède  (ou Ulysse reçu à la cour par les filles du roi Lycomède) est un tableau mythologique de l'artiste français Claude Gellée, dit Le Lorrain. Réalisé vers 1635-1636, il est conservé au musée de l'Ermitage à Saint-Pétersbourg.

## Sujet et description
La toile illustre une intrigue courante dans la littérature antique, décrite, entre autres, par Ovide dans ses  Métamorphoses : le destin avait prédit qu'Achille tomberait sous les murs de Troie. Sa mère Thétis décida de changer le destin de son fils et, l'habillant avec des vêtements de femme, envoya Achille sur l'île de Skýros chez le roi Lycomède, où il se cacha en compagnie des filles royales. Ulysse, à la recherche d'Achille, vint à Skýros sous l'apparence d'un marchand et l'identifia. Le moment est représenté où une chaloupe descendue d'un grand navire se tient sur le quai de la ville et où Ulysse et ses compagnons entrent par les portes de la ville.

## Historique de l'œuvre
Les débuts du tableau sont inconnus. En 1772, il fut exposé à Paris lors de la vente de la collection de Louis-Michel van Loo, où il fut acheté par O. Menageau pour Denis Diderot, qui, à son tour, s'occupait d'acquérir le tableau pour l'impératrice Catherine II. L'artiste Gabriel de Saint-Aubin, présent à la vente, a dessiné un tableau en marge du catalogue.
En 1774, le tableau fut inclus dans l'inventaire des peintures du palais impérial dressé par Ernst de Munnich et figura dans le premier catalogue manuscrit de l'Ermitage, commencé en 1797.
À la fin des années 1920, le tableau était destiné à la vente à l'étranger et fut transféré au bureau Antikvariat. En mai 1931, il a été exposé à Berlin lors de la vente aux enchères de Lepke, mais ne trouva pas d'acheteur. Début décembre de la même année, il a alors été restitué à l'Ermitage et accepté conformément à la loi du 14 décembre. Il est actuellement exposé au Palais d'Hiver dans la salle 281 (salle Le Lorrain).

## Œuvres liées
N.K. Serebryannaya note que l'artiste a commencé à utiliser plus souvent les sujets des Métamorphoses d'Ovide à partir de la fin des années 1630, et qu'il n'y a que trois tableaux directement liés à Ulysse dans son œuvre - en plus de la toile de l'Ermitage, deux autres tableaux se trouvent au musée du Louvre :  Port maritime, effet de brouillard (Le débarquement d'Ulysse, Enée et Achate)  (1646) et Ulysse rend Chryséis à son père  (1644). Le palais a été repris avec quelques modifications et sous un angle de vue différent dans le tableau  
L'Embarquement de la reine de Saba  (Londres, National Gallery).

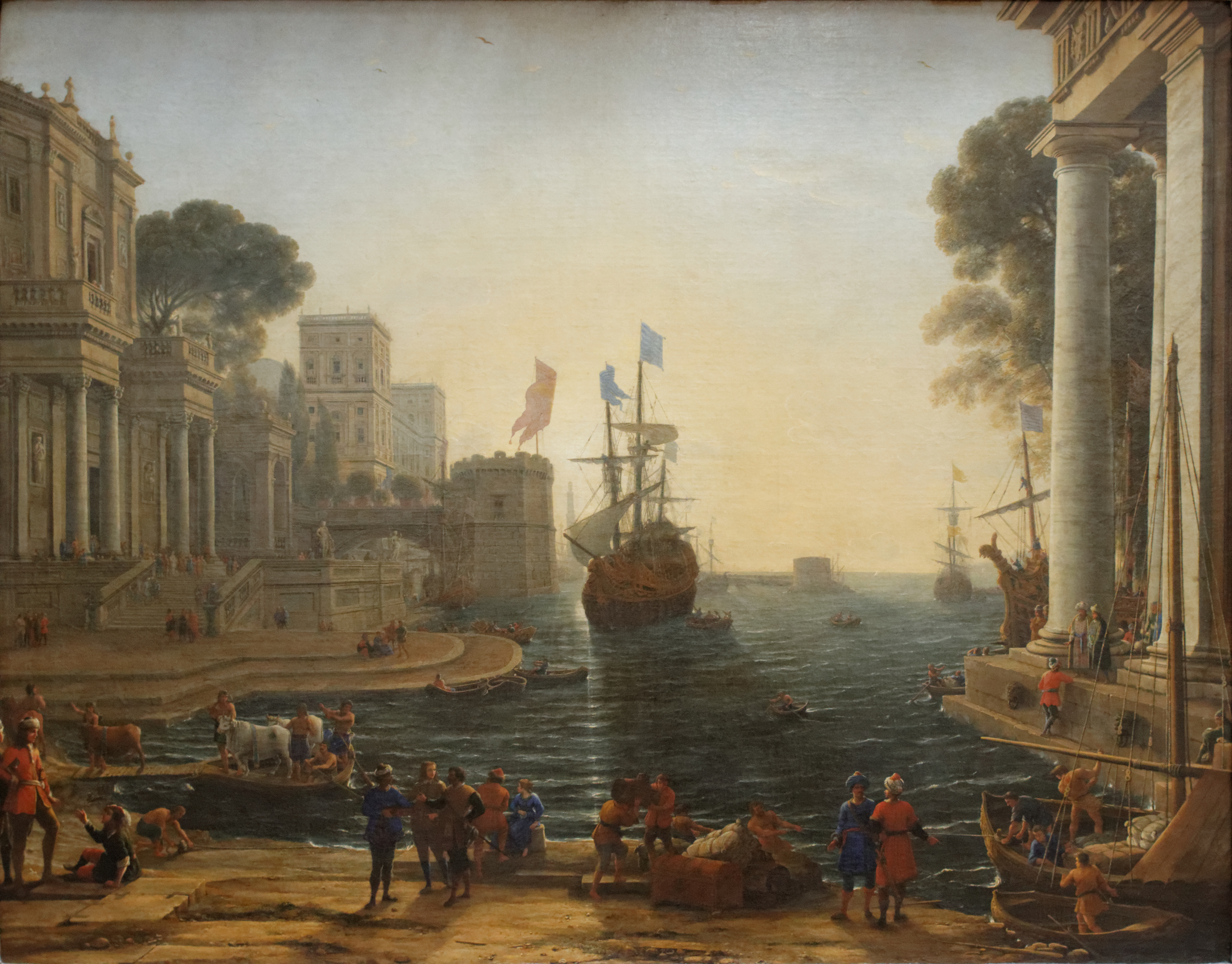
Ulysse rend Chryséis à son père (1644). Louvre
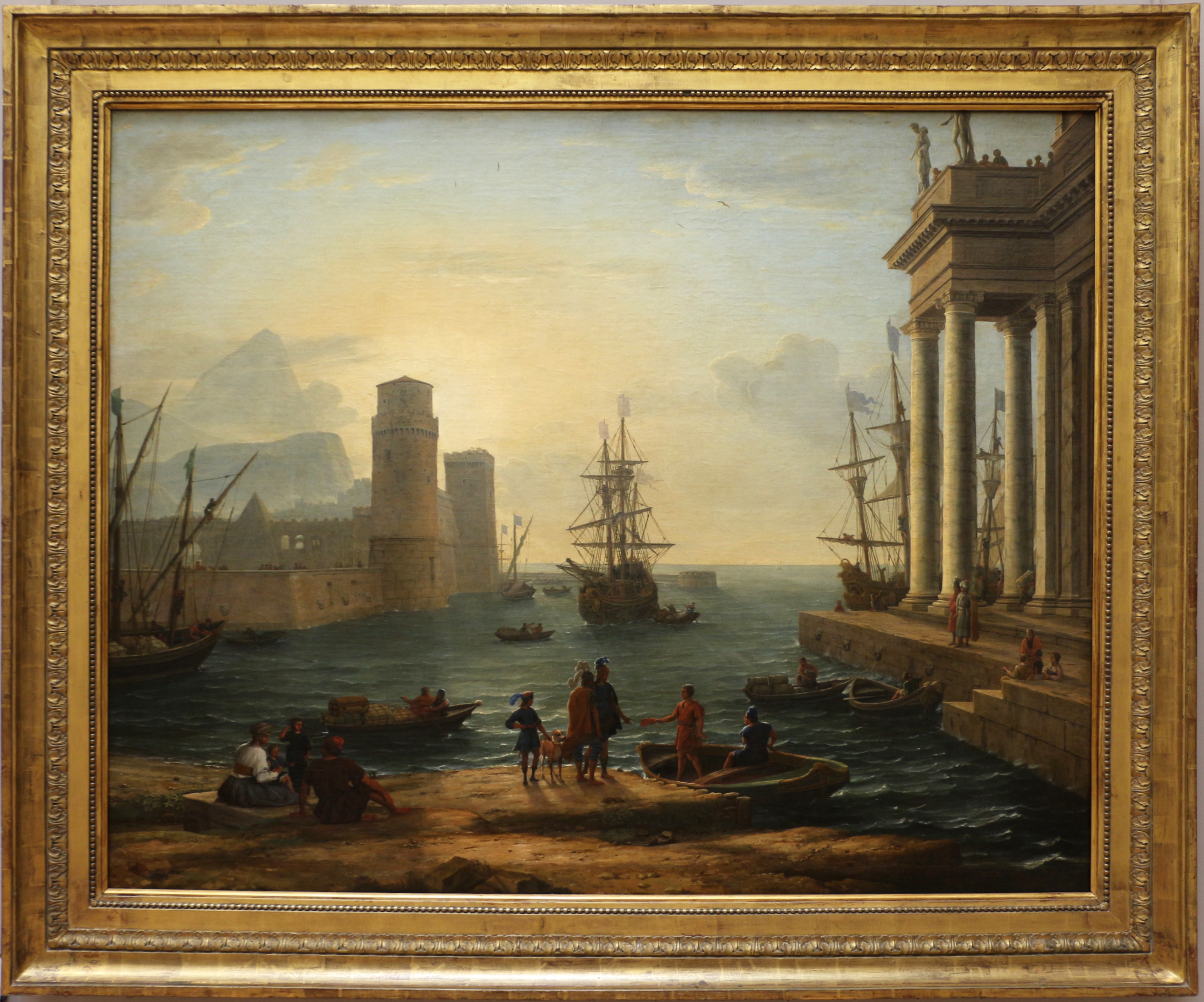
Port de mer, effet de brume (le débarquement d’Ulysse, d’Énée et d’Akhatès) (1646). Louvre
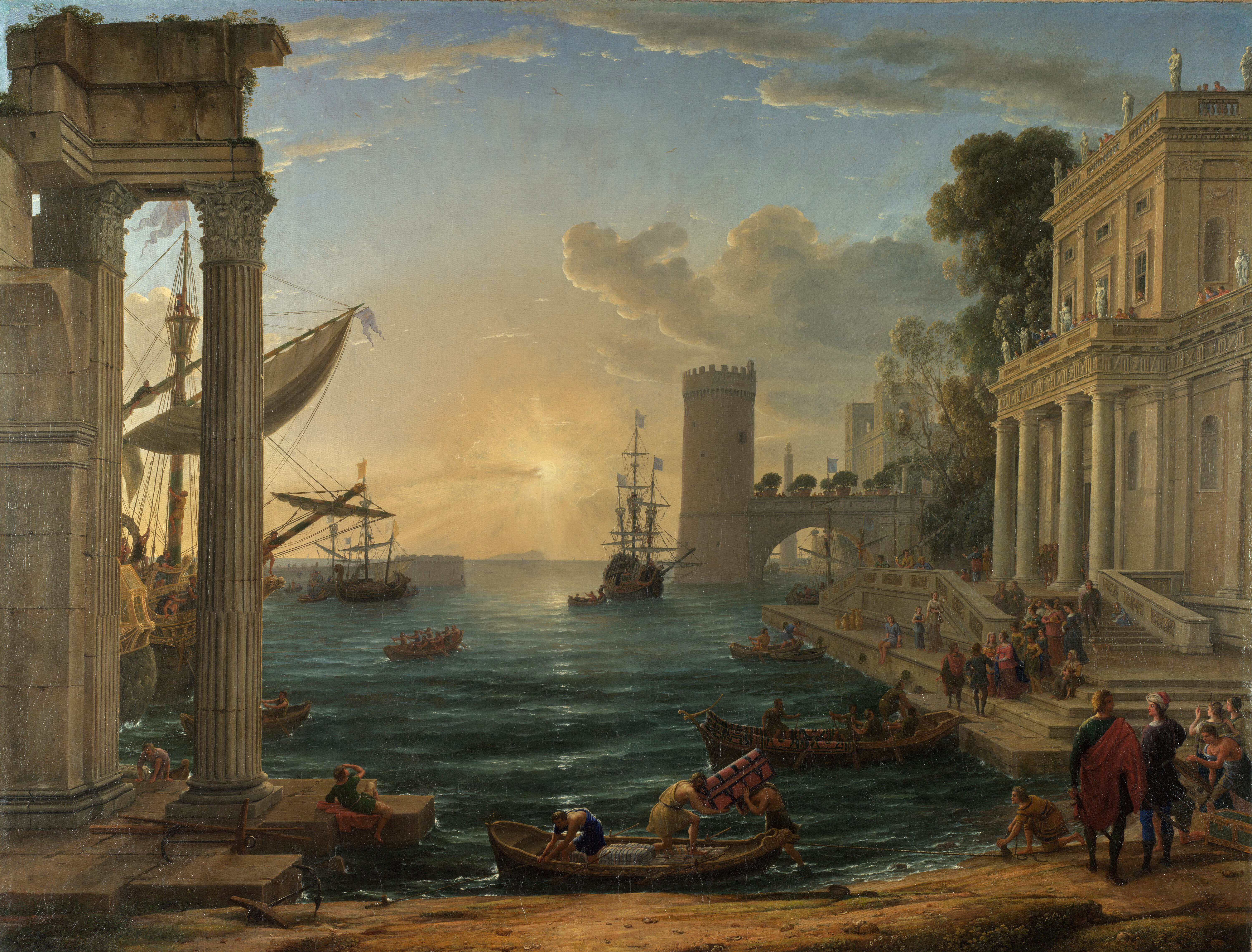
L'Embarquement de la reine de Saba (1648). National Gallery, Londres

## Littérature
- Le musée de l’Ermitage. Ventes muséales de 1928-1929 : documents d’archives. E. Y. Solomakha. Saint-Pétersbourg : Publication de l’Ermitage, 2006. - 532 p. -  (ISBN 5-93572-115-5).
- Serebryannaya N. K. : Musée de l’Ermitage. Peinture française des XVe – XVIIe siècles : catalogue de la collection. Saint-Pétersbourg : Publication de l’Ermitage, 2018. 496 p.  (ISBN 978-5-93572-811-3).